# 休伯 (喬治亞州)
休伯（英語：Huber）是位於美國喬治亞州特維格縣的一個非建制地區。該地的面積和人口皆未知。

## 地理
休伯的座標為32°42′16″N 83°33′23″W / 32.70444°N 83.55639°W，而該地的平均海拔高度為83米（即272英尺）。